# Kaliumvätefosfat

## Egenskaper
När kaliumvätefosfat värms upp över 465 °C sönderfaller den till kaliumpyrofosfat (K4P2O7) och vatten.
{\displaystyle {\rm {K_{2}HPO_{4}\ {\xrightarrow {\Delta }}\ K_{4}P_{2}O_{7}+H_{2}O}}}

## Framställning
Kaliumvätefosfat kan framställas genom att neutralisera kaliumkarbonat (K2CO3) eller kaliumhydroxid (KOH) med fosforsyra (H3PO4).
{\displaystyle {\rm {K_{2}CO_{3}+H_{3}PO_{4}\rightarrow K_{2}HPO_{4}+CO_{2}+H_{2}O}}}
{\displaystyle {\rm {2\ KOH+H_{3}PO_{4}\rightarrow K_{2}HPO_{4}+2\ H_{2}O}}}

## Användning
Kaliumvätefosfat används som gödningsmedel och som surhetsreglerande medel med E-nummer 340b.